# Amr Zaki
Amr Hassan Zaki - em árabe, عمرو حسن زكي (Mansoura, 1 de abril de 1983) - é um futebolista egípcio que atualmente joga no Raja Casablanca, do Marrocos.
É um dos maiores artilheiros da seleção egípcia, pela qual participou duas vezes da Copa das Nações Africanas em 2006 e 2008, marcando 5 gols (1 em 2006 e 4 em 2008).

## Carreira
Contratado pelo Wigan no início da temporada 2008/09, destacou-se pelo clube inglês, sendo um dos artilheiros durante as primeiras rodadas da Premier League. Na temporada seguinte, foi emprestado ao Hull City.

## Títulos
Seleção Egípcia
- Campeonato Africano das Nações: 2006 e 2008.